# Би (Вогези)
Би (фр. Bult) насеље је и општина у североисточној Француској у региону Лорена, у департману Вогези која припада префектури Епинал.
По подацима из 2011. године у општини је живело 310 становника, а густина насељености је износила 31,44 становника/km². Општина се простире на површини од 9,86 km². Налази се на средњој надморској висини од 345 метара (максималној 352 m, а минималној 292 m).

## Демографија
| 1962. | 1968. | 1975. | 1982. | 1990. | 1999. | 2011. |
| ----- | ----- | ----- | ----- | ----- | ----- | ----- |
| 261   | 227   | 204   | 193   | 203   | 240   | 310   |

График промене броја становника у току последњих година